# 海绵凤凰蛤
海绵凤凰蛤（学名：Vulsella spongiarum），是莺蛤目单韧穴蛤科Vulsella的一种。主要分布于越南、台湾，常栖息在潮间带岩礁。